# 預言者
預言者（）とは、預言すなわち霊感により啓示された神意（託宣）を伝達あるいは解釈し、神と人とを仲介する者。宗教における祭司が預言者となる場合もあり、しばしば共同体の指導的役割を果たす。

## 語源
旧約聖書で預言者に対応する最も一般的なヘブライ語はナービー (ヘブライ語ラテン翻字: nabi) である。この語源には様々な説が提示されているが、有力なのはアッカド語起源で「与えられた者」もしくは「語る者」を意味したという説である。なお、岩波委員会訳聖書では「ヒッテーフ=（よだれを）垂らす」の意から出た「ヒトナベー」からの派生であると主張している。
古典ギリシア語では、プロフェーテース (希: προφήτης、ギリシア語ラテン翻字: Prophetes) の語があてられた。本来これは「代わりに語る者」の意味であり、この場合は「神の代弁者」の意味を持つ。なお、接頭辞「προ-」には「代わりに」のほかに「前に」の意味もあることから「前もって語る人」を語源的意味とする論者もいるが、その場合でも聖書の文脈では「神の代弁者」の意味で用いられていたとしている。
とはいえ、聖書の預言には未来を対象とするものも少なからずあるため「前もって語る人」の側面を含むのも事実である。結果として、この語から派生した英語の「Prophet」やフランス語の「prophète」は、「神の代弁者」と「（聖書と結びついているかに関わらず）未来を語る者」の二通りの意味を持つ。ただし「未来を語る者」については、英語では「foreteller」なども、フランス語では「prédiseur」などもそれぞれ用いられる。

### 預言と予言
預言と予言は、英語では同一の語「prophecy」であるが、日本語では予言が「未来のことを前もって語ること」であるのに対し、預言は「来たるべき世界の内容とその意味、それを前にして人々のとるべき態度、行動を指し示し、倫理性を伴った宗教的世界を提示する行為」として区別されることもある。

### 日本語の訳語の問題
英語の「prophet」に対応している現在の日本語は「預言者」である。これは漢訳聖書の訳語に由来する。清代には西洋の宣教師らによって複数の漢訳聖書が作られた。18世紀初頭のジャン・バセ訳『四史攸編』や1813年のロバート・モリソン訳『新遺詔書』では「先見」の訳があてられたが、19世紀半ばには「預言者」の語をあてるものもあったようで、1860年代初めに日本人向けに作成されたヘボン訳『新約聖書』（四福音書のみ）では後者に基づいて「預言者」が採用された。
ただし「預」は「豫」（「予」の旧字体）の俗字であり、中国語では「預（あらかじ）め語る者」の意味でしかない。一方、日本では「預」に「預かる」という本来の用法にはなかった意味が加わっていたことから、漢語としての由来を知らぬ者が「プロフェーテース」の原義に引きずられ、神の言葉を「預かる」者が「預言者」、未来や人の運勢などを予め語る者を「予言者」と理解した。
本来は「副詞+動詞」という構造であった「預言」という語を、みだりに動賓構造（動詞＋目的語）に置き換えることは明らかな誤りであるとしてこれを問題視する見解もあるが、他方で上記のような誤用の経緯をきちんと踏まえた上で、「神の代弁者」と「未来を語る者」とを区別する便宜的な訳し分けとして存続してもよいとする専門家もいる。
この区別を踏まえて、ある予言者（例えばノストラダムス）は神の言葉（預言）を聞いた、と解釈する場合に、その予言者を「預言者」と呼ぶことがある。

## 各宗教における預言者

### ユダヤ教における預言者
旧約聖書では、神がかり状態の中で幻を見てそれを伝えるシャーマンのような見者（けんじゃ、ローエー rō,eh）と、神のことばを語る預言者（ナービー nābî）とは区別されるが、これらも必ずしも明瞭に区別されているわけではない。
ユダヤ教のトーラーでは「偽預言者」の話題が扱われている（申命記13章2-6、18章20-22）。預言者である以上は、語られたことが必ず成就することが正当性を示す基準であり、旧約時代には偽預言者は死罪とみなされていた。
ディアスポラ後のユダヤ教徒たちは、70年にエルサレム神殿が破壊されて以来、預言者はユダヤの民に下されなくなったのだと考え、この世に預言者がなくなれば、神との契約は更新されることはありえないとする。ユダヤ教徒はモーセと神の「旧い契約」に対し、キリスト教が神と結んだ「新しい契約」と主張する新約聖書の内容を認めていない。

#### ヘブライ語聖書における預言者の書の配列
ヤムニア会議によってユダヤ教正典と決定されたヘブライ語聖書式の配列では、「トーラー」「ケスービーム（諸書）」の間に「預言者（Nəbhī'īm, nevi'im, ネビーイーム）」が配置される。「預言書」という表記も見られるが、厳密ではないという意見もある。
| 大分類     | 小分類         | 書名（ヘブライ語仮名翻字）                 | 書名（日本語）   | 預言者の名前 | 書名（発音記号） | 書名（ヘブライ語ラテン翻字） |
| ---------- | -------------- | ------------------------------------------ | ---------------- | ------------ | ---------------- | ---------------------------- |
| 前の預言者 | —              | イェホーシュア                             | ヨシュア記       | —            | /Yəhōšua‘/       | yoshua                       |
| 前の預言者 | —              | ショーフティーム                           | 士師記           | —            | /Šōpht‘īm/       | shoftim                      |
| 前の預言者 | —              | シェムーエール（リーショーン、シェーニー） | サムエル記、上下 | —            | /Šəmū’ēl/        | shmu'el                      |
| 前の預言者 | —              | メラーヒーム（リーショーン、シェーニー）   | 列王記、上下     | —            | /Məlākhīm/       | melakhim                     |
| 後の預言者 | 三大預言者     | イェシャアヤー                             | イザヤ書         | イザヤ       | /Yəša‘yāh/       | yeshaya                      |
| 後の預言者 | 三大預言者     | イルミヤー                                 | エレミヤ書       | エレミヤ     | /Yirəmyāh/       | yirmya                       |
| 後の預言者 | 三大預言者     | イェヘズケール                             | エゼキエル書     | エゼキエル   | /Yəchezqē’l/     | yekhezkel                    |
| 後の預言者 | 十二の小預言者 | ホーシェーア                               | ホセア書         | ホセア       | /Hōšēa‘/         | hoshea                       |
| 後の預言者 | 十二の小預言者 | ヨーエール                                 | ヨエル書         | ヨエル       | /Yō’ēl/          | yo'el                        |
| 後の預言者 | 十二の小預言者 | アーモース                                 | アモス書         | アモス       | /‘āmōs/          | amos                         |
| 後の預言者 | 十二の小預言者 | オーバドヤー                               | オバデヤ書       | オバデヤ     | /‘ôbhadhyāh/     | 'ovadya                      |
| 後の預言者 | 十二の小預言者 | ヨーナー                                   | ヨナ書           | ヨナ         | /Yōnāh/          | yona                         |
| 後の預言者 | 十二の小預言者 | ミーハー                                   | ミカ書           | ミカ         | /Mīkhāh/         | mikha                        |
| 後の預言者 | 十二の小預言者 | ナフーム                                   | ナホム書         | ナホム       | /Nachūm/         | nakhum                       |
| 後の預言者 | 十二の小預言者 | ハバックーク                               | ハバクク書       | ハバクク     | /Chăbhaqqūq/     | khavakuk                     |
| 後の預言者 | 十二の小預言者 | ツェファニヤー                             | ゼファニヤ書     | ゼファニヤ   | /Ŝəphanyāh/      | tsfanya                      |
| 後の預言者 | 十二の小預言者 | ハッガイ                                   | ハガイ書         | ハガイ       | /Chaggay/        | khagay                       |
| 後の預言者 | 十二の小預言者 | ゼハリヤー                                 | ゼカリヤ書       | ゼカリヤ     | /Zəkharyāh/      | zkharya                      |
| 後の預言者 | 十二の小預言者 | マルアーヒー                               | マラキ書         | マラキ       | /Mal’ākhī/       | mal'akhi                     |

### キリスト教における預言者
キリスト教はユダヤ教の伝統から出現したナザレのイエスの活動から始まる宗教であり、旧約聖書に記された預言者たちをユダヤ教と同様に預言者と認める。ニカイア・コンスタンティノポリス信条では「聖霊は……預言者をもってかつて語った」と告白する。
キリスト教では、イエス自身をいわゆる預言者とは区別し、神の子にして救世主(メシア)（この場合はイエス・キリスト）であると信じる。ただし、イエスをその働きゆえに「預言者」と呼ぶこともある（使徒7:37）。新約聖書の使徒言行録や書簡などの文書からは、預言の活動自体は初期のキリスト教会（初代教会）でも行われ、預言を行う信徒らが当時「預言者」として認められていたことがうかがえる。エルサレムからアンテオケに預言者たちが移動し、このうちの1人であったアガボは大きな飢饉が訪れることを預言し、それが成就したことが記されている。このアガボは、後にパウロが捕縛され異邦人に引き渡されることも預言した。初めて異邦人への公の宣教師として派遣されたパウロとバルナバも、預言者や教師のグループに属し（使徒13:1）、エルサレム会議での大切な決定事項を伝えるために、異邦人の諸教会に派遣されたユダとシラスも預言者であった。このシラスは、パウロの第2回目の伝道旅行に同行した。またパウロ書簡（エフェソの信徒への手紙）の中で「あなたがたは使徒と預言者という土台の上に建てられており、キリスト・イエスご自身がその礎石です。」と語られているように、初代教会において預言者の役割は、使徒に次ぐ大切な働きとされていたことがわかる。
正教会では「聖預言者」の称号を付して記憶する。
キリスト教から派生したモルモン教では、自派の指導者（大管長）を「預言者」と称している。

### イスラム教における預言者
イスラム教では、旧約聖書の預言者たちや、新約聖書のイエス・キリスト（イーサー）も、歴代の預言者として認めている。
中でも
1. ノア（ヌーフ）
2. アブラハム（イブラーヒーム）
3. モーセ（ムーサー）
4. ナザレのイエス（イーサー）
5. ムハンマド（もしくはモハメッド）

を五大預言者として位置づけた上で、ムハンマドこそ最後の預言者であるとする。

### バハイ教における預言者
イスラム教シーア派の十二イマーム派から分かれたバハイ教は、ムハンマドに至るまでのすべてのアブラハムの宗教の預言者たちを認め、バハイ教の始祖であるバハーウッラーも預言者の列に連なるひとりであるとする。バハイ教ではさらに、ブッダのようなアブラハムの宗教以外の宗教の始祖たちも唯一神の預言者であると説いており、アブラハムの宗教の潮流のみに留まらない普遍的世界宗教の性格を有している。

### 日本で「預言者」とされる人物
日本では、『立正安国論』で内憂外患を説いた鎌倉仏教の日蓮、非戦論を唱え戦争に反対した無教会主義キリスト教の内村鑑三や矢内原忠雄などが「預言者的人物」とされる。その根拠となるのは強烈な召命体験と終末意識に立脚した社会批判であり、その主張により伝統的宗教の祭司と対立し社会から迫害される点にある。預言者はしばしば社会の危機的状況において出現し時代の変革を促進する。
このほか新宗教系では、大本の出口王仁三郎や、真光系の岡田光玉、阿含宗の桐山靖雄なども預言者とされる。
オウム真理教の麻原彰晃は、ノストラダムスの予言などの「予言」を自らの宗教体系に取り込み、予言を繰り返した上で自らを絶対的預言者と称した。